# Ștefești
Ștefești est une commune roumaine du județ de Prahova, dans la région historique de Valachie et dans la région de développement du Sud.

## Géographie
La commune de Ștefești est située dans le nord du județ, dans les monts des Carpates courbes (point culminant : 1 372 m d'altitude au Mont Triforul), à 32 km au nord-ouest de Slănic et à 45 km au nord-ouest de Ploiești, le chef-lieu du județ.
La municipalité est composée des trois villages suivants (population en 1992) :
- Scurtești (1 499) ;
- Ștefești (844), siège de la commune ;
- Târșoreni.

## Histoire
La première mention écrite de la commune date de 1513.

## Politique
| Parti | Parti                                      | Sièges |
| ----- | ------------------------------------------ | ------ |
|       | Parti social-démocrate (PSD)               | 8      |
|       | Parti national libéral (PNL)               | 2      |
|       | Alliance des libéraux et démocrates (ALDE) | 1      |

## Religions
En 2002, la composition religieuse de la commune était la suivante :
- Chrétiens orthodoxes, 98,96 % ;
- Baptistes, 0,62 %.

## Démographie
En 2002, la commune comptait 2 407 Roumains, soit la totalité de la population. On comptait à cette date 836 ménages et 750 logements.
| 2002  | 2007  |
| ----- | ----- |
| 2 407 | 2 478 |

## Économie
L'économie de la commune repose sur l'agriculture, l'élevage et l'exploitation des forêts. La commune dispose de 1 263 ha de terres agricoles.

## Communications

### Routes
La route régionale DJ218A rejoint Slănic et Vărbilău au sud.

## Lieux et monuments
- Scurtești, église orthodoxe en bois de la Naissance de la Vierge (Nașterea Maicii Domnului) de 1780.